# مؤسسه مدیریت پروژه
مؤسسه مدیریت پروژه آمریکا ((به انگلیسی: Project Management Institute (PMI))) یک سازمان ناسودبر آمریکایی است که در زمینه برگزاری کنفرانسها، صدور مدارک، انتشار مطلب، مقاله و استانداردهای رشته مدیریت پروژه فعالیت می‌کند.

## تاریخچه
از دهه شصت میلادی مدیریت پروژه در صنایع هوافضا، عمران و دفاع به کار گرفته شد. مؤسسه مدیریت پروژه در اواخر همین دهه با شرکت افرادی از همین رشته‌ها و در ماه اکتبر سال ۱۹۶۹ میلادی در مؤسسه فناوری جورجیا تشکیل شد. تلاشهای این مؤسسه در دهه هشتاد میلادی جهت استانداردسازی روش‌ها و فرایندهای مدیریت پروژه به تولد پم‌باک انجامید.

## معرفی مؤسسه مدیریت پروژه آمریکا
مؤسسه مدیریت پروژه آمریکا (Project Management Institute) یکی از معتبرترین مراکزی است که با دربرداشتن تعداد زیادی عضو فعال و متخصص در زمینه پروژه از بسیاری از کشورهای جهان در جمع‌آوری اطلاعات و تجزیه و تحلیل بهترین روش‌های مدیریتی پروژه و مستندسازی و اشاعه دانش مدیریت پروژه گام‌های بزرگ و ارزنده‌ای را برداشته است. از بارزترین این خدمات می‌توان از تدوین و انتشار کتاب راهنمای کلیت دانش مدیریت پروژه که به اختصار پم‌باک نامیده می‌شود، و محتوای آن امروزه به منزله استاندارد دانش روز مدیریت پروژه به حساب می‌آید، نام برد.
فعالیتهای اصلی این سازمان در حال حاضر را می‌توان به این صورت دسته‌بندی نمود.
- تدوین استانداردها و راهنماهاي مدیریت پروژه، برنامه، پورتفولیو و مقولات مرتبط با آنها
- اعطای استوارنامه‌های بین‌المللی حرفه‌ای در مدیریت پروژه

انجمن مدیریت پروژه ایالات متحده آمریکا در سال ۱۹۶۹ میلادی تأسیس شد و با جمع‌آوری نظرات مدیران پروژه و مستندسازی آنها در سال ۱۹۸۷ اولین نسخه از استاندارد پم‌باک را ارائه کرد. این استاندارد در سال ۱۹۹۶ به صورت رسمی چاپ و منتشر شد و در سال ۱۹۹۹ مورد تأیید سازمان ملی استاندارد آمریکا ANSI قرار گرفت.

## استانداردهای جهانی
- راهنمای کلیات دانش مدیریت پروژه- ویرایش ششم--پم‌باک
- استاندارد مدیریت طرح- ویرایش چهارم
- استاندارد مدیریت پورتفولیو- ویرایش چهارم
- مدل بلوغ مدیریت پروژه سازمانی- ویرایش سوم

## فهرست استانداردهای عملی
- استاندارد عملی مدیریت ریسک پروژه
- استاندارد عملی مدیریت ارزش کسب شده- ویرایش دوم
- استاندارد عملی مدیریت پیکیربندی پروژه
- استاندارد عملی ساختار شکست کار (WBS) -ویرایش دوم
- استاندارد عملی برای زمانبندی- ویرایش دوم
- استاندارد عملی تخمین پروژه
- ساختار توسعه شایستگی‌های مدیر پروژه
- مدیریت تغییرات در سازمان

## فهرست الحاقیه‌های استاندارد پی ام‌باک
- الحاقیه برای مدیریت پروژه‌های نرم‌افزاری
- الحاقیه برای مدیریت پروژه‌های ساختمانی
- الحاقیه برای مدیریت پروژه‌های دولتی

## مدارک حرفه‌ای مؤسسه مدیریت پروژه
- Project Management Professional - PMP
- Program Management Professional - PgMP
- Portfolio Management Professional - PfMP
- Certified Associate in Project Management - CAPM
- PMI Professional in Business Analysis - PMI-PBA
- PMI Agile Certified Practitioner - PMI-ACP
- PMI Risk Management Professional - PMI-RMP
- PMI Scheduling Professional - PMI-SP